# Nickelodeon (CEI)
Nickelodeon (CEI) está transmitindo um canal infantil nos países da CEI. O canal é transmitido tanto em Russo e Inglês. O Canal é livre de comercial. 

## Programação
O canal é composto por três blocos de programação: Nick Jr., NickToons e Nick at Nite. 

### Programas Nick Jr.
- Dora The Explorer
- Go Diego Go
- The Wonder Pets
- Little Ben & Holly's Kingdom

### Programas NickToons
- Avatar: The Last Airbender
- The Mighty B!
- Kappa Mikey
- Growing Up Creepie
- El Tigre: The Adventures of Manny Rivera
- Wayside High
- Hey Arnold!
- Rugrats
- As Told by Ginger
- Os Thornberrys
- Danny Phantom
- Tak ea Magia de Juju
- The Adventures Of Jimmy Neutron
- Ricky Sprocket: Showbiz Boy
- SpongeBob SquarePants
- Os Padrinhos Mágicos

### Programas no Nick at Nite
- iCarly
- Drake & Josh
- Unfabulous
- A princesa Elephant

### Futuros Programas
- True Jackson
- Ni Hao, Kai-Lan

## Bloco de Programação na TNT Rússia
- As Told by Ginger
- As Aventuras de Jimmy Neutron
- Dora The Explorer
- Rocket Power
- The Angry Beavers
- Aaahh! Real Monsters!
- CatDog
- Os Thornberrys
- Hey Arnold!
- SpongeBob SquarePants
- Rugrats
- My Life As A Teenage Robot
- All Grown Up